# Viktor Maïgourov
Viktor Viktorovich Maïgourov (en russe : Виктор Викторович Майгуров), né le 7 février 1969 à Sverdlovsk, est un biathlète russe. Il est champion du monde de la poursuite en 1997. Son palmarès comprend aussi deux médailles de bronze olympiques dont une en individuel en 2002.
Dans la Coupe du monde, il remporte huit épreuves individuelles et deux petits globes de cristal de spécialité, en 1997 et 2002.

## Biographie
Il commence sa carrière sous les couleurs de l'Union soviétique. Lors de la saison 1992-1993, il effectue sa première saison complète dans la Coupe du monde sous les couleurs biélorusses, montant sur son premier podium en relais à Östersund et obtenant une dixième place à Lillehammer comme meilleur résultat. Il se retrouve rapidement en haut de l'affiche lors de l'hiver suivant, s'imposant au sprint de Pokljuka. Il participe ensuite aux Jeux olympiques de Lillehammer, où il est notamment quatrième du relais. Il rejoint ensuite l'équipe Russe pour gagner sa deuxième étape de Coupe du monde aussi à Lillehammer en 1995. En 1996, à la faveur de plusieurs podiums, il atteint la deuxième place du classement général de la Coupe du monde derrière son compatriote Vladimir Dratchev et obtient deux médailles aux Championnats du monde à Ruhpolding, dont celle d'argent au sprint et d'or au relais. En 1997, il effectue une saison riche en résultats également, récoltant quatre succès individuels, dont le titre de champion du monde de la poursuite en battant son compatriote Sergey Tarasov avec un sans faute au tir. Il est récompensé par le petit globe de cristal de cette discipline, finissant en tête de la Coupe du monde de la spécialité nouvellement créée. Aux Jeux olympiques d'hiver de 1998, il échoue au pied du podium sur le sprint (quatrième), mais prend la médaille de bronze sur le relais avec Pavel Mouslimov, Vladimir Dratchev et Sergey Tarasov.
En 1999, il finit l'hiver sans podium individuel, mais décroche la médaille d'argent du relais aux Championnats du monde.

## Palmarès

### Jeux olympiques
| Nat.        | Édition \ Épreuve      | Individuel                          | Sprint | Poursuite                        | Relais                              |
| ----------- | ---------------------- | ----------------------------------- | ------ | -------------------------------- | ----------------------------------- |
| Biélorussie | JO 1994 Lillehammer    | 23e                                 | 37e    | Épreuve inexistante à cette date | 4e                                  |
| Russie      | JO 1998 Nagano         | —                                   | 4e     | Épreuve inexistante à cette date | Médaille de bronze, Jeux olympiques |
| Russie      | JO 2002 Salt Lake City | Médaille de bronze, Jeux olympiques | 7e     | 7e                               | 4e                                  |

Légende :
- : épreuve inexistante ou non olympique.

### Championnats du monde
| Nat.        | Mondiaux \ Épreuve       | Individuel        | Sprint                   | Poursuite                        | Départ en masse                  | Relais                   | Course par équipes               |
| Biélorussie | 1993 Borovetz            | —                 | —                        | Épreuve inexistante à cette date | Épreuve inexistante à cette date | 4e                       | 6e                               |
| Biélorussie | 1994 Canmore             | JO Lillehammer    | JO Lillehammer           | Épreuve inexistante à cette date | Épreuve inexistante à cette date | JO Lillehammer           | 9e                               |
| Russie      | 1995 Antholz             | 36e               | —                        | Épreuve inexistante à cette date | Épreuve inexistante à cette date | —                        | —                                |
| Russie      | 1996 Ruhpolding          | —                 | Médaille d'argent, monde | Épreuve inexistante à cette date | Épreuve inexistante à cette date | Médaille d'or, monde     | Médaille d'argent, monde         |
| Russie      | 1997 Osrblie             | 18e               | 12e                      | Médaille d'or, monde             | Épreuve inexistante à cette date | 8e                       | 15e                              |
| Russie      | 1998 Pokljuka Hochfilzen | JO Nagano         | JO Nagano                | —                                | Épreuve inexistante à cette date | JO Nagano                | Médaille de bronze, monde        |
| Russie      | 1999 Kontiolahti Oslo    | 41e               | —                        | —                                | —                                | Médaille d'argent, monde | Épreuve inexistante à cette date |
| Russie      | 2000 Oslo Lahti          | 11e               | —                        | —                                | 20e                              | Médaille d'or, monde     | Épreuve inexistante à cette date |
| Russie      | 2001 Pokljuka            | 5e                | 13e                      | 11e                              | 18e                              | 4e                       | Épreuve inexistante à cette date |
| Russie      | 2002 Oslo                | JO Salt Lake City | JO Salt Lake City        | JO Salt Lake City                | 10e                              | JO Salt Lake City        | Épreuve inexistante à cette date |
| Russie      | 2003 Khanty-Mansiïsk     | —                 | 9e                       | 28e                              | 12e                              | Médaille d'argent, monde | Épreuve inexistante à cette date |

Légende :

 : première place, médaille d'or

 : deuxième place, médaille d'argent

 : troisième place, médaille de bronze

 : épreuve inexistante ou absente du programme

— : pas de participation à cette épreuve

### Coupe du monde
- Meilleur classement général : 2e en 1996.
- Vainqueur de la Coupe du monde de poursuite en 1997.
- Vainqueur de la Coupe du monde de départ en masse en 2002.
- 22 podiums individuels : 8 victoires, 6 deuxièmes places et 8 troisièmes places.
- 25 podiums en relais : 10 victoires, 8 deuxièmes places et 5 troisièmes places.

#### Détail des victoires individuelles
| Saison / Épreuve | Individuel | Sprint       | Poursuite                            | Mass start | Total |
| 1993-1994        |            | Pokljuka     |                                      |            | 1     |
| 1994-1995        |            | Lillehammer  |                                      |            | 1     |
| 1995-1996        | Hochfilzen |              |                                      |            | 1     |
| 1996-1997        |            | Oslo Antholz | Oslo Osrblie (Championnats du monde) |            | 4     |
| 2000-2001        |            |              | Oberhof                              |            | 1     |
| Total            | 1          | 4            | 3                                    | 0          | 8     |

#### Classements annuels
| Année | Classement général final |
| 1993  | 37e                      |
| 1995  | 23e                      |
| 1996  | 2e                       |
| 1997  | 3e                       |
| 1998  | 8e                       |
| 1999  | 25e                      |
| 2000  | 18e                      |
| 2001  | 10e                      |
| 2002  | 8e                       |
| 2003  | 35e                      |